# タケフブキ
タケフブキは日本の競走馬である。1972年の優駿牝馬（オークス）の勝ち馬。半弟に東京優駿（日本ダービー）や菊花賞、天皇賞（春）を勝ったタケホープがいる。

## 略歴

### 競走馬時代
1971年9月にデビューし、緒戦を勝利で飾る。このデビュー戦では、後に菊花賞や有馬記念を制したイシノヒカルも参戦していた（5着）。その後は、京成杯3歳ステークスはトクザクラの3着に敗れ、3歳シーズンは2戦1勝で終わる。
1972年初頭は馬インフルエンザが大流行し、関東地区での競馬開催が2ヶ月中止になるなど日程が大きく順延されることとなり、タケフブキも3月から再始動した。条件戦を勝ち上がった後、12番人気で迎えた4歳牝馬特別では1番人気に応えたタカイホーマの2着に入線し、7月2日に行われたオークスではタケフブキは3番人気で迎えた。レースでは1番人気のタカイホーマや2番人気のナオユキらを下して見事勝利。騎乗した嶋田功はこのタケフブキに続いて翌1973年のナスノチグサ、1974年のトウコウエルザとオークス3連覇を果たすことになる。ちなみにこの3頭は全て父がパーソロンである。
タケフブキが5歳となった1973年には1歳下の半弟・タケホープ（父・インディアナ）が「怪物」ハイセイコーを下して日本ダービー・菊花賞を制して姉弟クラシック制覇を果たす。しかし、その姉はというとオークス以降は凡走を繰り返し、結局6歳春に引退して故郷の谷川牧場に繁殖牝馬として帰ることになった。

### 繁殖牝馬として
タケフブキはカブトヤマ記念2着のタケマサル（父・シンザン）や毎日杯2着のタケファイター（父・カラード）を産んだが、重賞勝ちまでには至ることはなかった。孫世代では障害競走でオープン入りを果たしたキャニオンストームが目立つ程度。牝系は現在も存続しており、曾孫世代には2013年のマーチステークスを勝ったグランドシチーが出ている。

## 血統表
| タケフブキの血統                   | タケフブキの血統                                                                               | タケフブキの血統                                                                               | （血統表の出典）                                                                               | （血統表の出典） |
| 父系                               | パーソロン系                                                                                   | パーソロン系                                                                                   | パーソロン系                                                                                   | [ § 2 ]          |
| 父 *パーソロン Partholon 1960 鹿毛 | 父の父Milesian 1953 鹿毛                                                                       | My Babu                                                                                        | Djebel                                                                                         | Djebel           |
| 父 *パーソロン Partholon 1960 鹿毛 | 父の父Milesian 1953 鹿毛                                                                       | My Babu                                                                                        | Perfume                                                                                        |                  |
| 父 *パーソロン Partholon 1960 鹿毛 | 父の父Milesian 1953 鹿毛                                                                       | Oatflake                                                                                       | Coup de Lyon                                                                                   | Coup de Lyon     |
| 父 *パーソロン Partholon 1960 鹿毛 | 父の父Milesian 1953 鹿毛                                                                       | Oatflake                                                                                       | Avena                                                                                          |                  |
| 父 *パーソロン Partholon 1960 鹿毛 | 父の母Paleo 1953 鹿毛                                                                          | Pharis                                                                                         | Pharos                                                                                         | Pharos           |
| 父 *パーソロン Partholon 1960 鹿毛 | 父の母Paleo 1953 鹿毛                                                                          | Pharis                                                                                         | Carissima                                                                                      |                  |
| 父 *パーソロン Partholon 1960 鹿毛 | 父の母Paleo 1953 鹿毛                                                                          | Calonice                                                                                       | Abjer                                                                                          | Abjer            |
| 父 *パーソロン Partholon 1960 鹿毛 | 父の母Paleo 1953 鹿毛                                                                          | Calonice                                                                                       | Coronis                                                                                        |                  |
| 母 ハヤフブキ 1963 黒鹿毛          | 母の父*タリヤートス Tulyartos 1957 黒鹿毛                                                      | Tulyar                                                                                         | Tehran                                                                                         | Tehran           |
| 母 ハヤフブキ 1963 黒鹿毛          | 母の父*タリヤートス Tulyartos 1957 黒鹿毛                                                      | Tulyar                                                                                         | Neocracy                                                                                       |                  |
| 母 ハヤフブキ 1963 黒鹿毛          | 母の父*タリヤートス Tulyartos 1957 黒鹿毛                                                      | Certosa                                                                                        | Prince Chevalier                                                                               | Prince Chevalier |
| 母 ハヤフブキ 1963 黒鹿毛          | 母の父*タリヤートス Tulyartos 1957 黒鹿毛                                                      | Certosa                                                                                        | Arctic Sun                                                                                     |                  |
| 母 ハヤフブキ 1963 黒鹿毛          | 母の母ラインランド 1957 鹿毛                                                                   | *ライジングフレーム Rising Flame                                                               | The Phoenix                                                                                    | The Phoenix      |
| 母 ハヤフブキ 1963 黒鹿毛          | 母の母ラインランド 1957 鹿毛                                                                   | *ライジングフレーム Rising Flame                                                               | Admirable                                                                                      |                  |
| 母 ハヤフブキ 1963 黒鹿毛          | 母の母ラインランド 1957 鹿毛                                                                   | マーヴェラス                                                                                   | *プリメロ                                                                                      | *プリメロ        |
| 母 ハヤフブキ 1963 黒鹿毛          | 母の母ラインランド 1957 鹿毛                                                                   | マーヴェラス                                                                                   | オーマツカゼ F-No.12                                                                           |                  |
| 母系(F-No.)                        | 12号族(FN:12)                                                                                  | 12号族(FN:12)                                                                                  | 12号族(FN:12)                                                                                  | [ § 3 ]          |
| 5代内の近親交配                    | Avena、Harina、プリメロ4×5・4=15.63%、 Tourbillon5×5=6.25%（父内）、Nearco5・5×5=9.38%（母内） | Avena、Harina、プリメロ4×5・4=15.63%、 Tourbillon5×5=6.25%（父内）、Nearco5・5×5=9.38%（母内） | Avena、Harina、プリメロ4×5・4=15.63%、 Tourbillon5×5=6.25%（父内）、Nearco5・5×5=9.38%（母内） | [ § 4 ]          |
| 出典                               | 1. 2. 3. 4.                                                                                    | 1. 2. 3. 4.                                                                                    | 1. 2. 3. 4.                                                                                    | 1. 2. 3. 4.      |